# Silici porós

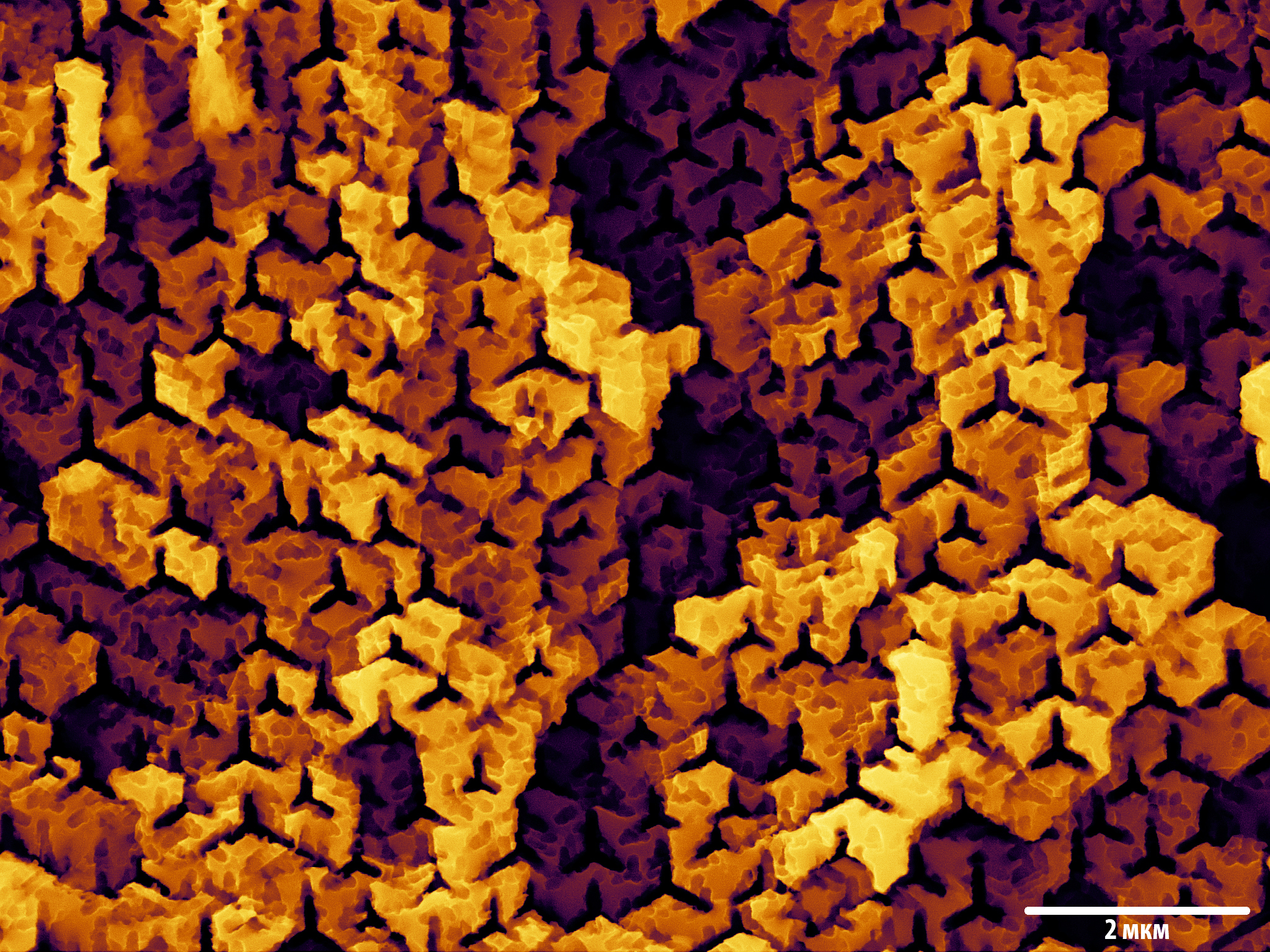
Silici porós (imatge SEM).

El silici porós (abreujat com a "PS" o "pSi") és una forma de l'element químic silici que ha introduït nanopors en la seva microestructura, donant una gran relació superfície/volum de l'ordre de 500 m²/cm3.
El silici porós va ser descobert per accident l'any 1956 per Arthur Uhlir Jr. i Ingeborg Uhlir als laboratoris Bell als EUA. En aquell moment, els Ulhir estaven en procés de desenvolupar una tècnica per polir i donar forma a les superfícies de silici i germani. No obstant això, es va trobar que sota diverses condicions es va formar un producte brut en forma de pel·lícula gruixuda negra, vermella o marró a la superfície del material. En aquell moment, les troballes no es van portar més lluny i només es van esmentar a les notes tècniques de Bell Lab.
Malgrat el descobriment del silici porós a la dècada de 1950, la comunitat científica no es va interessar pel silici porós fins a finals de la dècada de 1980. Aleshores, Leigh Canham, mentre treballava a l'Agència d'Investigació de Defensa a Anglaterra, va raonar que el silici porós pot mostrar efectes de confinament quàntic. La intuïció va ser seguida per resultats experimentals reeixits publicats el 1990. En l'experiment publicat, es va revelar que les hòsties de silici poden emetre llum si se sotmeten a una dissolució electroquímica i química.
El resultat publicat va estimular l'interès de la comunitat científica per les seves propietats òptiques i elèctriques no lineals. El creixent interès es va evidenciar en el nombre de treballs publicats sobre les propietats i aplicacions potencials del silici porós. En un article publicat l'any 2000, es va trobar que el nombre de treballs publicats va créixer exponencialment entre 1991 i 1995.
L'any 2001, un equip de científics de la Universitat Tècnica de Múnic va descobrir sense voler que el silici porós hidrogenat reacciona de manera explosiva amb l'oxigen a temperatures criogèniques, alliberant diverses vegades més energia que una quantitat equivalent de TNT, a una velocitat molt més gran. L'explosió es produeix perquè l'oxigen, que es troba en estat líquid a les temperatures necessàries, és capaç d'oxidar-se a través de l'estructura molecular porosa del silici de manera extremadament ràpida, provocant una detonació molt ràpida i eficient. Tot i que el silici porós hidrogenat probablement no seria efectiu com a arma, a causa del seu funcionament només a baixes temperatures, s'estan explorant altres usos per les seves propietats explosives, com ara proporcionar empenta als satèl·lits.